# Overprotected
Az Overprotected (magyarul: Túlvédett) egy dal Britney Spears amerikai énekesnő harmadik, Britney című stúdióalbumáról. Max Martin és Rami Yacoub írta, az ő nevükhöz fűződik a produceri munka is. A szám egy erősen dance-pop befolyású felvétel, dalszövege egy lányról szól, aki belefáradt abba hogy mindig, mindentől meg akarják védeni. 2001. december 12-én lett megjelenítve a Britney második kislemezeként, a Jive Records gondozásában. A szerzemény vegyes kritika fogadta: ellentmondás láttak a dalszövegben, mivelhogy az énekesnő már 12 éves kora óta, önszántából élt reflektorfényben. Az USA-ban és Kanadában 2002 áprilisában külön, az album 3. kislemezeként megjelent a dal egy remixelt változata, The Darkchild Remix címmel, ami az eredeti kislemez B-oldalán volt megtalálható.
Az Overprotected megosztóan szerepelt a kislemezlistákon is. Ugyan az Egyesült Államokban megbukott (a 86. helyig jutott el), Kanadában mérsékelt sikert ért el (22. helyezés) és jó pár európai országban top 10-es lett. A kísérő videóklipet Billie Woodruff rendezte. A videóban Britney egy elhagyatott gyárban, folyosókon és körbezárt falak között énekel és táncol. A remix változat klipjét - amelyben Britney a barátjaival énekel és táncol egy limuzinban, egy csarnokban és végül egy sikátorban a szakadó esőben, miközben a paparazzók állandóan figyelik őt - Chris Applebaum rendezte. Az énekesnő számos alkalommal előadta a dalt promóciós célokból. Ezek mellett még hallható volt a 2001-es Dream Within a Dream Tour-on és a The Onyx Hotel Tour-on is.

## Háttér
Az Oops!… I Did It Again World Tour zajlása közben Spears elárulta, hogy jó pár hiphop művész/banda is ihletője volt a zenélésben, mint például Jay-Z vagy a The Neptunes. Közelgő albumának irányzatáról is beszélt; funkosabb zenét akart csinálni az eddigi felvételeitől eltérően. 2001 februárjában Britney egy 7-8 millió dollár értékű promóciós szerződést kötött a Pepsi-vel, és kiadta édesanyjával írt könyvét, A Mother’s Gift-et (magyar fordításban: Egy anya ajándéka) címmel. Ugyanebben a hónapban megkezdődtek az énekesnő harmadik stúdióalbumának munkálatai. Az Overprotected ekkortájt lett rögzítve Svédországban, a stockholmi Maratone Studiosban, Max Martin és Rami Yacoub segítségével. A végleges verzió - amiben már a vokálok is kellőképpen megszerkesztették - áprilisban készült el. 2001 novemberében, a Britney című album megjelenése után Britney elárulta a Daily Record-nak, hogy ez a szerzemény az egyik legszemélyesebb felvétel a lemezen, mivel a valóéletben is úgy érzi, hogy túlságosan óvják minden ellen; „Ha akarok valahova menni, mindent le kell szervezni előre. Úgy gondolom, hogy ez minden, az én koromban járó gyerekre igaz lehet egy bizonyos mértékig.”

## Kompozíció
Az Overprotected egy 3 perc 18 másodperces tinipop és dance-pop dal. Egyes kritikusok europop hatásokat véltek felfedezni benne, míg mások Spears korábbi felvételeihez hasonlították. A dal C-mollban íródott, 96 percenkénti leütésszámmal rendelkezik. Spears hangterjedelme A♭3-tól C5-ig terjed. A szám egy lányról szól, aki belefáradt abba, hogy mindenki meg akarja neki szabni mit hogyan csináljon. Dana Alice Heller véleménye szerint ez a szám értelmezhető Britney segélykiáltásaként, hisz a popsztár élete 16 éves kora óta mások által volt irányítva. Később az írónő szóba hozta a dalt Britney első valóságshowjának, a Britney & Kevin: Chaoticnak kapcsán: „A show szintén Britney önállóságát jelképezi, ahogy próbál fellázadni a túlságosan irányítani akaró szülők és menedzsment ellen”.

## Remixek
A Jive Records felbérelte Rodney Jerkinst arra hivatkozva, hogy szüksége van a dalnak egy "őrült jó remixre". Jerkins a következőt nyilatkozta a felvétellel kapcsolatban: „A remix az "old school" hiphop elemeivel van tele, ami szerintem már csak azért is jó, mert ez egy olyan műfaj ami Britneyre sose volt jellemző. Egy egész éjjelembe került összehozni a dolgot. A dalszöveg ugyanaz, csak újradolgozva.” The Darkchild Remix eredetileg 2002 márciusában lett volna elküldve az államokbeli rádiókba, de végül 2002. április 1-én jelent meg. Az újradolgozott dalt rengeteget játszották a klubokban, amint Jerkins nem is volt meglepődve: „Britney magára talált. Mindenki azt hitte, hogy egy újabb Oops!… I Did It Again-nel tér vissza, ehelyett a másik irányba ment el és egy I’m a Slave 4 U stílusú dallal jött elő”. Jaakko Salovaara finn zenei producer szintén készített 2 remixet a szerzeményhez. Az egyik újradolgozás helyett is kapott Britney debütáló filmjének, a Crossroads-nak a filmzenei albumán.

## Eredeti verzió videóklipje
A videóklipet Billie Woodruff rendezte, míg a koreográfus
Brian Friedman volt.Spears egy 2011-es interjúban elmondta:
"A klip nagyon sokat jelent számomra, olyan színes és a tánc csodálatos,,.
A videóklipben Britney egy elhagyott gyárban táncol és énekel a barátaival.
A videó végén Spears mozgó falak között táncol, amin az ő fényképei vannak.

## Remix változat
A videóklipet Chris Applebaum rendezte, a koreográfus Brian Friedman volt.
A forgatás 23 óráig tartott, Chris Applebaum elmondta:
"Lenyűgöz Britney kitartása és türelme".
A videóban Britney és barátai egy szállodai szobában vannak,
ahol egy interjút néznek, melyben  Britney-t kritizálja egy riporter.
Ekkor Spears elhatározza, hogy többé nem fogja befolyásolni a média.
A videóban ezután sorozatos tánc látható, majd Britney és barátai elindulnak egy Dance Clubba, azonban mielőtt megérkeznének, paparazzókkal találkoznak, és tánc közepette elered az eső.

## Élő előadások
Spears számtalanszor előadta ezt a dalt, először a 
Dream Within Dream Tour-on.A fellépésen Spears lézer fények
közepette táncolt és énekelt.A turné során néhány változás történt, 
az eredeti dal helyett a remix dalt adta elő Spears.Később A The Onyx Hotel Tour-on is
előadta Britney a dal remix változatát. 2002-ben 
a dal szerepelt az énekesnő debütáló filmjében a Crossroads-ban.

## Slágerlistás helyezések
| Slágerlista                         | Legjobb helyezés |
| ----------------------------------- | ---------------- |
| Ausztrália(ARIA)                    | 16               |
| Belgium (Ultratop 50 Flanders)      | 9                |
| Belgium (Ultratop 40 Wallonia)      | 14               |
| Europe (Music & Media)              | 8                |
| Finnország(Suomen virallinen lista) | 7                |
| Írország (IRMA)                     | 9                |
| Olaszország(FIMI)                   | 5                |
| Norvégia(VG-lista)                  | 9                |
| Románia(Romanian Top 100)           | 5                |
| Svédország(Sverigetopplistan)       | 2                |
| UK Kislemezlista                    | 4                |
| Franciaország (SNEP)                | 15               |
| Spanyolország(PROMUSICAE)           | 14               |
| (Canadian Hot 100)                  | 22               |
| US Pop Songs (Billboard)            | 37               |